# The Battle of New Orleans
Singles de Johnny Horton
When It's Springtime in Alaska (It's Forty Below)
(1959) Johnny Reb
(1959)
The Battle of New Orleans est une chanson écrite par Jimmy Driftwood et rendue populaire par le chanteur de country américain Johnny Horton dont la version était un gros tube en 1959,,.
Sortie aux États-Unis en single sur le label Columbia Records en avril 1959,,, la chanson de Johnny Horton a passé six semaines consecutives à la premiere place du Billboard Hot 100,.
De l'autre côté de l'Atlantique, au Royaume-Uni, la chanson fut promptement reprise par Lonnie Donegan, dont la version a passé deux semaines non consécutives à la 2e place du classement britannique en juillet-août 1959. (La version de Johnny Horton, bannie par la BBC à cause des paroles mentionnant « the bloody British », a atteint seulement la 16e place là-bas.),.

## Histoire
La chanson a été pour la première fois publiée sur un album de Jimmie Driftwood sorti en 1958. Jimmie Driftwood (de son vrai nom James Morris), professeur dans une école de l'Arkansas et folkloriste, a écrit cette chanson comme un dispositif pour enseigner l'histoire à ses élèves.

## Distinctions
Le 29 novembre 1959, la version de Johnny Horton a remporté les Grammys de la chanson de l'année et de la meilleure performance country et western.
En 2002, elle a reçu le Grammy Hall of Fame Award. 